# Matino
Matino község (comune) Olaszország Puglia régiójában, Lecce megyében.

## Fekvése
A Salentói-félsziget déli részén fekszik, Gallipolitól keletre.

## Története
A települést a 9-10. században alapították, valószínűleg a szomszédos, szaracén kalózok által elpusztított Alezio és Bavota ide menekülő lakói. Egy másik feltételezés szerint az ősi Matinum ide menekülő lakosai alapították, amikor a 10. században településüket egy földrengés romba döntötte. 

## Népessége
A népesség számának alakulása:

## Főbb látnivalói
- San Giorgio-templom (18. század)
- Santa Maria del Carmine-templom (17. század)
- Madonna del Rosario-templom (16. század)
- Palazzo dei Marchesi del Tufo (13. század)